# Saint-Amand (Pas de Calais)
Saint-Amand és un municipi francès situat al departament del Pas de Calais i a la regió dels Alts de França. L'any 2019 tenia 119 habitants.

## Demografia
El 2007 encara tenia 151 persones. Hi havia 56 famílies i 67 habitatges: 57 habitatges principals, dues segones residències i 8 desocupats. Tots els 67 habitatges eren cases. La població ha evolucionat segons el següent gràfic:

## Economia
El 2007 la població en edat de treballar era de 95 persones. Hi havia una empresa extractiva i una entitat de l'administració pública. L'any 2000 hi havia 8 explotacions agrícoles que conreaven un total de 640 hectàrees.